# Record Goiás
Record Goiás é uma emissora de televisão brasileira sediada em Goiânia, capital do estado de Goiás. Opera no canal 4 (18 UHF digital) e é uma emissora própria da Record, gerando sua programação para cerca de 38% do estado. Seus estúdios ficam localizados no setor Bueno, enquanto sua antena de transmissão está no Morro do Mendanha, no bairro Jardim Petrópolis.

## História

### Fase Diários Associados (1961–1985)
"Os senhores estão vendo a imagem da TV Rádio Clube em caráter experimental. Estaremos transmitindo a partir de amanhã, de forma definitiva."

Juvenal de Barros, radialista da Rádio Clube de Goiânia, durante a transmissão experimental da TV Rádio Clube, um dia antes da sua inauguração.
A emissora foi inaugurada em 7 de setembro de 1961, como TV Rádio Clube (em alusão a emissora de rádio), primeira emissora de TV do estado de Goiás, e a nona emissora de televisão dos Diários Associados. Inicialmente, transmitia pelo canal 7 VHF, posteriormente, pelo canal 9 VHF, até estabelecer-se em definitivo no canal 4 VHF, ainda em 1961. Seus estúdios inicialmente funcionavam no Edifício Goianazes, no setor Universitário, juntamente com a Rádio Clube e o jornal Folha de Goyaz.
Sua programação era inicialmente feita ao vivo, pois não havia videotape, além da estrutura ser completamente precária, havendo apenas uma única câmera para transmitir toda a programação. No entanto, a emissora conseguia certos índices de audiência, tendo inclusive parceria com o comércio local, e mesmo com a concorrência da TV Anhanguera a partir de 1963, liderava com folga. Nesse mesmo ano, passou a se chamar TV Goiânia.
Nesta época, a gerência da emissora, bem como dos demais veículos dos Diários Associados em Goiânia passou a ser do advogado e jornalista Francisco Braga Sobrinho. No fim da década, começa a mesclar sua programação com a da TV Tupi São Paulo, e também evolui tecnicamente com a chegada do videotape. A emissora passa por várias transformações no fim da década de 1960 e no decorrer da década de 1970, como o aumento da potência de seu transmissor, que segundo anúncios da época, chegava a abranger 65 cidades, embora seu sinal tivesse uma recepção irregular na própria capital. Parte da programação nacional passa a ser recebida via satélite, e a programação local continuava a ser mesclada com a então recém-criada Rede Tupi de Televisão em 1972.
Mesmo estando no ar há cerca de 15 anos, a emissora não possuía licença para operar, situação que era similar a da sua coirmã TV Vitória, de Vitória, Espírito Santo, que só foi regularizada em 1979. O presidente Ernesto Geisel outorgou a concessão do canal 4 VHF em 22 de junho de 1976, para a Televisão Goyá Ltda. Assim, a TV Goiânia passava a se chamar TV Goyá. O antigo nome fantasia seria mais tarde reaproveitado em outra emissora associada, inaugurada em 1996. No final da década de 1970, a emissora muda-se de suas antigas instalações no Setor Universitário, e divide seus departamentos pela cidade, com a ida do seu departamento de jornalismo para o bairro da Serrinha, e de seus estúdios para o Jardim Petrópolis, em um prédio contíguo aos seus transmissores no alto do Morro do Mendanha.
Em 18 de julho de 1980, a Rede Tupi era extinta após um decreto publicado dois dias antes pelo Governo Federal no Diário Oficial da União declarar cassadas 7 emissoras por dívidas com a previdência social e corrupção financeira. Das 14 emissoras próprias que integravam a Rede Tupi, a TV Goyá foi uma das 7 remanescentes que se salvaram da cassação por estarem em dia com suas contas e financeiramente saudáveis. Após o fim da pioneira, a emissora passa a retransmitir provisoriamente a programação da TV Record e da TVS Rio de Janeiro. Em 1981, após a criação do SBT, tornou-se uma de suas primeiras afiliadas.

### Gestão de Múcio Athayde (1983–1991)

Antigo logotipo da TV Goyá, utilizado da segunda metade dos anos 80 até 1991.

Nesta época, a emissora passou por um período de decadência, que era simbolizado pela extinção da Rede Tupi e o advento da TV Anhanguera como afiliada da Rede Globo e líder de audiência, bem como detentora de uma área de cobertura superior a do canal 4 com várias emissoras espalhadas pelo interior. Em 1983, ainda sofrendo com a crise financeira, os Diários Associados vendem a TV Goyá para o empresário e então deputado federal Múcio Athayde, proprietário do Grupo Desenvolvimento. Na época, assumiu a gerência da emissora o diretor Robson José Dias.
Envolvido em vários escândalos, sendo o mais notório o da construção do Centro da Barra (Athaydeville), que terminou inacabado, e a bancarrota de algumas das suas empresas, Athayde teve vários problemas quanto ao direito de administrar a concessão da TV Goyá, que pretendia usar junto com outros veículos de comunicação de sua propriedade em Goiás e no Distrito Federal para criar uma base eleitoral que viabilizasse sua candidatura ao Senado Federal nas eleições de 1986, que no entanto foi impugnada pelo TRE devido a diversas irregularidades.
Ainda na década de 1980, a emissora migrou sua redação de jornalismo da antiga sede na Serrinha (que hoje abriga a TV Goiânia) para um novo endereço na Praça Tamandaré, no setor Oeste. Em 1988, a TV Goyá perde sua afiliação com o SBT para a sua futura concorrente, TV Serra Dourada, que seria inaugurada no ano seguinte. A emissora, então, associa-se com a TV Rio no projeto de uma mini-rede, através de uma parceria entre Athayde e o pastor Nilson Fanini, partindo para uma programação independente baseada em programas locais, clipes musicais e enlatados, em 1.º de julho daquele ano.

### Emissora própria da Record (1991–presente)
Em 1991, com o fracasso do projeto e as pretensões de ir morar fora do país, Athayde negocia suas emissoras de TV com o empresário e líder da Igreja Universal do Reino de Deus, Edir Macedo, proprietário da Rede Record, que iniciava a expansão do seu sinal pelo país. Em setembro, a TV Goyá passa a transmitir a programação da Record, tornando-se TV Record Goiás, quarta emissora própria da rede e a primeira a ser adquirida pelo Grupo Record — a TV Rio seria integrada à rede em 1992, tornando-se a sua filial carioca após o grupo adquirir os 49% que eram de propriedade de Athayde.
Neste período, sob a direção de Luiz Cláudio Costa, a emissora passa por várias reformulações, extinguindo boa parte da sua programação local, e em 1995, reúne todos os seus departamentos em uma nova sede no Edifício Business Center, localizado a algumas quadras de distância de onde ficavam os antigos escritórios do canal no setor Oeste. No fim da década de 1990 e início da década de 2000, expandiu sua área de cobertura para o interior, instalando retransmissoras nas principais cidades do estado.
Em 2006, assim como as demais emissoras próprias da rede, recebeu vários investimentos, com a modernização de sua estrutura e a reformulação da programação local. Em 22 de junho de 2011, a direção executiva local da emissora passou a ser do ex-diretor da Record News, Luciano Ribeiro Neto, em substituição a Mafran Dutra, que iria retornar a Rede Record para assumir a superintendência da emissora.
Em 2012, com o sucesso dos seus programas jornalísticos, a TV Record Goiás passou a disputar ativamente a liderança de audiência da Grande Goiânia contra a TV Anhanguera. Em março de 2014, todos os seus programas locais atingiram a liderança, e pela primeira vez, também foi líder na média diária entre 7h e 0h, sendo a única emissora da Record nas 15 praças aferidas pelo IBOPE a conquistar tal feito até 2018, quando a RecordTV Itapoan também passou a liderar na Grande Salvador. Ainda em 2014, a emissora migrou do Edifício Business Center para o antigo Espaço Ambientar, no setor Bueno, comprado em 2011 e após um período de reformas, tornou-se a sua nova sede em 5 de junho. Em 24 de novembro de 2016, com a reformulação da marca da rede, a emissora passa a se chamar RecordTV Goiás.

## Sinal digital
| Canal virtual | Canal digital | Resolução de tela | Programação                                        |
| ------------- | ------------- | ----------------- | -------------------------------------------------- |
| 4.1           | 18 UHF        | 1080i             | Programação principal da RecordTV Goiás / RecordTV |

A TV Record Goiás iniciou os testes para implantação do seu sinal digital em 17 de novembro de 2009, através do canal 18 UHF. Em 18 de novembro, a emissora iniciou oficialmente suas transmissões digitais, com o fato sendo noticiado através de uma participação ao vivo no Jornal da Record. Em 2014, sua programação local passou a ser transmitida em alta definição.

### Transição para o sinal digital
Com base no decreto federal de transição das emissoras de TV brasileiras do sinal analógico para o digital, a RecordTV Goiás, bem como as outras emissoras de Goiânia, cessou suas transmissões pelo canal 4 VHF em 21 de junho de 2017, seguindo o cronograma oficial da ANATEL. A emissora cortou a transmissão às 23h59, durante a transmissão do Gugu. Após a divisão de rede, foi exibido um informativo sobre a TV digital apresentado por Fábio Porchat, e logo em seguida foi inserido o slide do MCTIC e da ANATEL sobre o switch-off.

## Programas

### Jornalismo
Nos primórdios da emissora, a programação jornalística era composta de pequenos noticiários, como o Diário de um Repórter, além de esportivos em formato mesa-redonda. Dentre os nomes desta fase, estiveram Willy Luiz, Cunha Júnior, Ariel Stenius, Luís Carlos, dentre outros. Posteriormente, com a consolidação da programação da Rede Tupi, a emissora passou a produzir blocos locais do Grande Jornal e posteriormente do Rede Tupi de Notícias.
Em 1981, estreou o programa jornalístico Goiânia Urgente, que se consolidou como um dos principais programas da emissora. Fazendo um jornalismo informal e popularesco, foi um dos percussores de vários outros programas pelo país, além de revelar vários nomes do jornalismo local como Rachel Azeredo, Lília Teles, Luís Carlos Bordoni e Luís César do Amaral Muniz, o "Leleco". A atração foi durante anos o principal espaço para reivindicações da população goianiense, tendo sempre um repórter na Praça do Bandeirante ouvindo populares diariamente. No fim da década de 1980, porém, o programa passou a sofrer com a concorrência do Jornal do Meio-Dia, apresentado na sua mais nova concorrente, TV Serra Dourada. Nesta época, também surgem os programas Cidade Alerta e Jornal da Cidade.
A TV Goyá foi a primeira emissora a dar publicidade ao acidente radiológico de Goiânia em setembro de 1987, quando a repórter Rachel Azeredo foi enviada à Secretaria Estadual de Saúde para ouvir o secretário Antônio Faleiros Filho sobre um surto de meningite na FEBEM do município, e se deparou com membros do gabinete discutindo o que fazer com as pessoas que haviam sido contaminadas pelo césio-137. Após todo o trabalho de apuração, que incluiu ainda registros exclusivos feitos no ferro velho da Rua 26-A antes que as autoridades começassem a isolar o local, a emissora divulgou as primeiras informações no Goiânia Urgente do dia 29 de setembro, atraindo a atenção da imprensa de todo o país e do mundo para a tragédia. Rachel e o também jornalista Weber Borges foram convidados a falar sobre a cobertura jornalística em uma entrevista para o programa Hebe em 13 de outubro, em episódio que ficou marcado negativamente pelas críticas da apresentadora à condução que o governador Henrique Santillo estava dando ao caso. Por conta disso, ao retornarem à Goiânia, Rachel e Weber acabaram sendo demitidos pela emissora após pressões do governador. Como Rachel foi considerada isenta de culpa pelas declarações de Hebe Camargo, que haviam sido motivadas pelo seu companheiro de trabalho, ela foi posteriormente readmitida pela TV Goyá.
Outro grande momento do jornalismo da emissora ocorreu em 1989, na cobertura do sequestro do garoto Said Agel Filho. Em 9 de agosto daquele ano, durante as negociações entre os sequestradores e a polícia, a repórter Mônica Calassa foi uma das três pessoas (juntamente com o motorista Cícero Tavares e a repórter Solange Franco, da TV Anhanguera) que se ofereceram para ficar como reféns no lugar do garoto de 9 anos. Depois da troca, os reféns foram levados pelos criminosos em um carro forte, numa perseguição que terminou em 13 de agosto, no município de Pirapozinho, São Paulo, quando os reféns foram soltos e a quadrilha fugiu de avião com outros reféns para o Paraguai.
Em 1991, com a compra da emissora pela Record, todos os programas foram extintos, permanecendo apenas o Goiânia Urgente. Posteriormente, foi lançado o Informe Goiás, que chegou a ser extinto e retomado novamente em 2004, com a apresentação de Paulo Beringhs. Nesta mesma época, também era exibido diariamente após o Informe Goiás, o programa Agronegócio, apresentado por Antônio Pereira desde janeiro de 2003, que como o próprio nome dizia, tinha foco no noticiário do setor que era vital para a economia do estado.
Em 5 de março de 2007, a TV Record Goiás reformulou toda a sua programação, estreando novos telejornais locais. Na faixa matinal, Oloares Ferreira assumiu a apresentação do Goiás no Ar. Na faixa do meio-dia, estreou o Esporte Record, apresentado por Cláudio Silvério, enquanto o Goiânia Urgente, antes sob o comando de Oloares Ferreira e Alexandra Lacerda, voltou a ter a apresentação de Rachel Azeredo. Na faixa noturna, estreou o Goiás Record, com Carlos Magno e Vanessa Lima, substituindo o Informe Goiás.
Em 4 de janeiro de 2008, o Goiânia Urgente é extinto após 27 anos no ar, e é sucedido pelo Balanço Geral em 7 de janeiro, apresentado por Oloares Ferreira, que deixa o comando do Goiás no Ar para Rachel Azeredo. Em novembro de 2009, Alysson Lima assume o comando do Goiás no Ar no lugar de Rachel Azeredo, e os telejornais da TV Record Goiás passam a ser apresentados em uma newsroom, inaugurada junto ao sinal digital da emissora. Em 2010, foi exibido aos domingos o programa de entrevistas Goiás em Foco, apresentado por Vanessa Lima, recebendo semanalmente diversas personalidades goianas.
Em junho de 2014, todos os programas locais são reformulados e ganham novos cenários com a transferência para a nova sede da emissora. Em 6 de julho de 2015, a TV Record Goiás estreou a versão local do Cidade Alerta, apresentada por Silvye Alves. Em 18 de setembro de 2017, reestreou o GO Direto da Redação, apresentado por Manuela Queiroz na faixa matinal.
Em 2 de julho de 2018 Manuela Queiroz deixou a apresentação do GO Direto da Redação e assumiu o GO no Ar no lugar de Alysson Lima. O jornalístico por sua vez passou a ser apresentado por Marcelo Vidal, vindo da RecordTV Interior RJ, onde estava desde 2010. Em 22 de julho, estreou nas manhãs de domingo o Agro Record, com apresentação de Juliana Pertille, voltado ao agronegócio. Em março de 2019, a emissora anunciou a contratação de Mariana Martins, então na TV Anhanguera Goiânia. Mariana passou a apresentar juntamente com Marcelo Vidal o Balanço Geral Manhã, que estreou em 1.º de abril substituindo o GO Direto da Redação. Este por sua vez reestreou em 29 de abril como um programete exibido no fim de noite apresentado por Nathália Mendonça, resumindo as notícias do dia.
Em 25 de maio de 2021, Mariana Martins foi demitida da emissora, deixando apenas Marcelo Vidal no comando do Balanço Geral Manhã. A sua demissão gerou controvérsia, pois apesar da direção da RecordTV Goiás alegar que ela havia sido motivada por questões comerciais e de audiência, a jornalista rebateu as afirmações citando pressões e assédio por conta do seu comportamento nas redes sociais, que estariam supostamente contrariando diretrizes éticas do jornalismo do canal. Em 19 de dezembro, Débora Lyra assumiu interinamente a apresentação do Agro Record, substituindo Juliana Pertille, que deixou o programa após ser contratada pela TV Goiânia, e em 13 de fevereiro de 2022, Nahyara Moura tornou-se a nova titular. Em 3 de junho, Silvye Alves deixou a apresentação do Cidade Alerta para seguir carreira política, e em seu lugar, assumiu o repórter Douglas Branquinho.

### Entretenimento
Em seu início, os programas de entretenimento eram feitos ao vivo e com apenas uma única câmera, e o videotape passou a ser uma realidade apenas anos depois. A estrutura era totalmente precária, a ponto de se exibirem filmes e séries projetando a imagem na parede para a câmera filmar. Fued Naciff, que também era publicitário da emissora, apresentava um programa de auditório que tinha início por volta das 19h e ia até por volta de 23h (sendo que não havia grade fixa na emissora), onde sorteava prêmios e apresentava atrações musicais. Com a chegada do videotape e a evolução dos equipamentos, as produções oriundas da TV Tupi São Paulo passaram a ocupar a grade, e isso se intensificou com a consolidação da Rede Tupi em 1972.
Entre 1980 e 1987, a emissora exibiu juntamente com a TV Brasília o infantil Carrossel, que era feito em Brasília. O boom de programas locais da emissora ocorreu no fim da década de 1980, quando a então TV Goyá associa-se a TV Rio e passa a fazer uma programação totalmente independente. Foram destaques nessa época o Programa Vip, de colunismo social, apresentado por Ivone Silva, o Programa das 8, que misturava vídeos musicais com informações sobre horóscopo e outros fatos, e o Rádio Jornal Especial, com vídeos gravados da TV Record. Houve também vários programas musicais, como Clip TV e Rock Drinks, programas de clipes; Sucessos 99 FM, apresentado pelo radialista Zé Luís, e também programas dedicados à música sertaneja, como Roda de Chimarrão, com Odair Terra, e Na Beira da Mata, com João Veloso.
Em 1991, foi destaque na programação o infantil Circo da Alegria, apresentado por um casal de palhaços, além dos independentes Porteira Aberta e um esportivo apresentado por Mané de Oliveira, feitos em parceria com a Ideia Produções, que também passou a ser responsável pelo Clip TV no fim de 1991. A grade também era composta por vários enlatados norte-americanos, como São Francisco Urgente, Perdidos no Espaço, Túnel do Tempo e Kung Fu.
Após a venda para a Record, a nova administração priorizou as produções de jornalismo, e extinguiu todos os programas locais exibidos até então. O setor só voltou a ter investimentos com a criação do Tudo a Ver Goiás, apresentado por Camyla Nogueira, e funcionava como um bloco local da versão nacional, inicialmente exibido de segunda a sexta, às 13h45, e posteriormente aos sábados, às 13h30. O programa estreou em maio de 2007 e saiu do ar em 2008, e desde então, a emissora não produziu mais programas de entretenimento.